# Honorowy Krzyż Harcerski z Czasów Walk o Niepodległość
Honorowy Krzyż Harcerski z Czasów Walk o Niepodległość – odznaka organizacyjna ZHP, obecnie nienadawana. Ściśle związana była z Kołami Harcerzy z Czas Walk o Niepodległość. W 1938 roku, w 20 rocznicę odzyskania niepodległości, Naczelnictwo ZHP zatwierdziło odznakę i jej regulamin. Nadawanie rozpoczęto w grudniu 1938, a ostatnie miało miejsce 12 czerwca 1939 roku. Każdy nadany Krzyż posiadał swój indywidualny numer i nadawany był z dyplomem imiennym.

## Nadawanie i noszenie
Krzyż harcerzy z czasów walk o niepodległość nadawany był przez Komisję Główną Harcerzy z Czasów Walk o Niepodległość. Wnioskować o jego nadanie mogły jedynie Koła Harcerzy z Czasów Walk o Niepodległość lub za ich pośrednictwem Grona Harcerzy z Czasów Walk o Niepodległość.
Odznaka nadawana była osobom, lecz odznakę nadawać można było również instytucjom i organizacjom.
Prawo do noszenia mieli:
- Harcerze polegli na polu chwały w obronie ojczyzny,
- Inicjatorzy, twórcy oraz organizatorzy ruchu skautowego w Polsce,
- Członkowie skatingu, harcerstwa i junactwa w latach 1909 – 1921 o ile byli aktywnymi członkami, przez co najmniej jeden rok,
- Wszyscy harcerze, skauci oraz byli harcerze, skauci i junacy którzy odznaczeni zostali Krzyżem lub Medalem Niepodległości;
- Wszystkim, którzy wybitnie przyczynili się do rozszerzenia ruchu skautowego, harcerskiego lub junackiego w Polsce.

W rozkazie L12 z 26 maja 1939 roku, uzupełniono regulamin i rozszerzono katalog osób, które miały prawo otrzymać odznakę. Byli to harcerze i harcerki, którzy wzięli czynny udział w akcji zbrojnej o odzyskanie Śląska, Zaolzia oraz Ci, którzy udowadniali, że wzięli udział w akcjach harcerskich na terenie Górnego Śląska do chwili objęcia władzy przez władze Polskie.
Pierwsze nadanie Krzyża miało miejsce 15 grudnia 1938 roku. Komunikat wymienia odznaczonych byłych działaczy zarówno kobiet, jak i mężczyzn.

## Odznaczeni Krzyżem
Pierwsze 10 nadań odznaki zostało zarezerwowanych dla ówczesnych władz państwowych i harcerskich. Prezentuje je poniższa tabela. Jednocześnie nadano Krzyże o numerach od 11 do 210 członkom Kół i Gron.

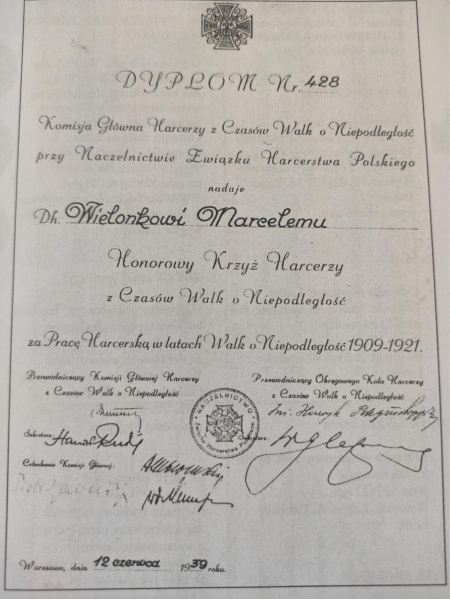
Dyplom przyznawany z Honorowym Krzyżem Harcerskim

| Imię i Nazwisko                          | Pełniona funkcja                                        | Numer Krzyża i dyplomu |
| ---------------------------------------- | ------------------------------------------------------- | ---------------------- |
| prof. Ignacy Mościcki                    | Prezydent Rzeczypospolitej Polskiej                     | 1.                     |
| marsz. Edward Rydz- Śmigły               | Generalny Inspektor Sił Zbrojnych                       | 2.                     |
| dr Felicjan Sławoj – Składkowski         | Premier                                                 | 3.                     |
| inż.Eugeniusz Kwiatkowski                | Wicepremier – minister skarbu                           | 4.                     |
| prof. Wojciech Świętosławski             | Minister Wychowania Religijnego iOświecenia Publicznego | 5.                     |
| płk. dypl. Juliusz Ulrych                | Minister Komunikacji                                    | 6.                     |
| gen. dyw. Tadeusz Kasprzycki             | Minister Spraw Wojskowych                               | 7.                     |
| gen. dyw. Mieczysław Norwid – Neugebauer | Inspektor Armii                                         | 8.                     |
| dr Michał Grażyński                      | Wojewoda Śląski, Przewodniczący ZHP                     | 9.                     |
| Ks. Jan Mausberger                       | Wice-przewodniczący ZHP                                 | 10.                    |

## Opis odznaki
Odznaka w kształcie krzyża wzorowana na Krzyżu Harcerskim. Pomiędzy ramionami posiada skierowane lilijki harcerskie umieszczone do zewnątrz. Pośrodku znajduje się lilijka złota na czerwonej emalii. Dookoła lilijki napis „Honor i Ojczyzna”. Ramiona wypełnione są czarną emalią ze złotymi brzegami. Na ramionach poziomych umieszczony jest napis „Czuwaj”. Z tyłu wytłoczone są na ramionach napisy „1909”, „1921” oraz indywidualny numer krzyża. Każda odznaka była numerowana indywidualnie. Występowała w wersji tańszej brązowej oraz droższej złoconej.
Wymiary krzyża to 35x35 mm.
Produkowane były również krzyże miniatury. Za produkcję krzyży normalnej wielkości oraz miniatur odpowiedzialny był zakład Wiktora Gontarczyka z Warszawy.